# Martin Horwood
Martin Charles Horwood (Cheltenham, 12 ottobre 1962) è un politico britannico, membro della Camera dei comuni ed europarlamentare della IX legislatura.

## Biografia
Martin Horwood studiò alla Pate's Junior School e al Cheltenham College. In seguito studiò storia al Queen's College dell'Università di Oxford. Fu presidente del corpo studentesco liberale del college e poi dell'Union of Liberal Students, un sindacato studentesco affiliato al Partito Liberale. Lavorò a Londra presso un'agenzia pubblicitaria e a Oxford presso l'organizzazione umanitaria Oxfam. Si unì ai Liberal Democratici. Fu eletto consigliere comunale alle elezioni locali. 
Nel 2005, è stato eletto per la prima volta alla Camera dei comuni nella circoscrizione di Cheltenham. Si è ricandidato con successo nel 2010, restando nella Camera bassa del Parlamento britannico fino al 2015, quando ha terminato il mandato. Dal 2006 al 2010, è stato responsabile per l'ambiente, l'alimentazione e gli affari rurali nel governo ombra del partito. Nel 2018, è tornato al suo incarico locale di consigliere a Cheltenham. Nelle elezioni del 2019, è stato eletto europarlamentare per IX legislatura.